# Stefan Holmén
Stefan Holmén (* 5. Dezember 1967 in Husby-Ärlinghundra, Sigtuna) ist ein schwedischer Curler. 
Sein internationales Debüt hatte Holmén bei der Weltmeisterschaft 1991 Winnipeg, er blieb aber ohne Medaille. 
Holmén spielte als Lead der schwedischen Mannschaft bei den XVI. Olympischen Winterspielen 1992 in Albertville im Curling. Die Mannschaft belegte den achten Platz.